# بيلي شيلدز
بيلي شيلدز (بالإنجليزية: Billy Shields)‏ هو لاعب كرة قدم أمريكية أمريكي، ولد في 10 يونيو 1967 في فيكسبيرغ في الولايات المتحدة.

## وصلات خارجية
- بيلي شيلدز على موقع مرجع كرة القدم المحترفة.كوم (الإنجليزية)